# Soyaux
Soyaux je naselje in občina v zahodnem francoskem departmaju Charente regije Poitou-Charentes. Leta 2006 je naselje imelo 10.386 prebivalcev.

## Geografija
Kraj se nahaja v pokrajini Angoumois 3,5 km vzhodno od samega središča departmaja Angoulêma.

## Uprava
Soyaux je sedež istoimenskega kantona, v katerega so poleg njegove vključene še občine Bouëx, Dirac, Garat in Vouzan s 14.481 prebivalci.
Kanton Soyaux je sestavni del okrožja Angoulême.

## Zanimivosti
- romanska cerkev sv. Mateja iz 12. stoletja, francoski zgodovinski spomenik od leta 1949;